# George Coșbuc

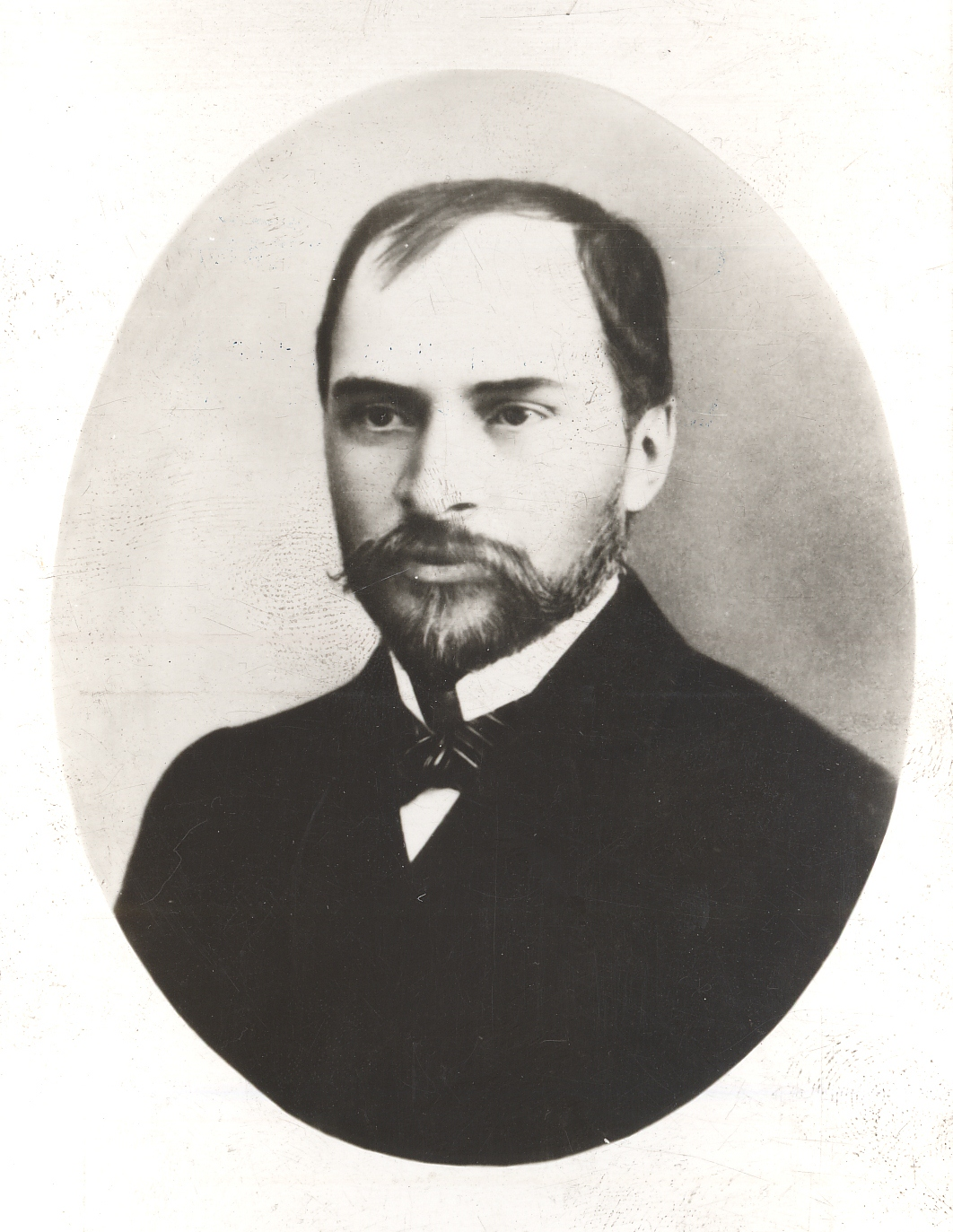
George Coşbuc

George Coșbuc (ur. 20 września 1866 w Hordou k. Năsăud, zm. 9 maja 1918 w Bukareszcie) – rumuński poeta, tłumacz, nauczyciel i dziennikarz. Był synem księdza Kościoła greckiego. W 1895 ożenił się z Eleną Sfetea. Miał z nią syna Alexandru, który w 1915 zginął w wypadku samochodowym. Wydał między innymi tomiki Balade și idile (1893) i Cântece de vitejie (1904). Przełożył na rumuński Eneidę Wergiliusza.